# Az Amerikai Egyesült Államok tagállamainak himnuszai
Az Amerikai Egyesült Államok tagállamainak himnuszai. New Jersey és Virginia kivételével minden USA-államnak van himnusza, néhánynak több is. Vannak köztük az egész világon jól ismert dalok, mint a Yankee Doodle vagy a You Are My Sunshine, sőt az Oklahoma! a Rodgers–Hammerstein szerzőpáros musicaléből és Hoagy Carmichael Georgia on My Mind című műve.
| Állam           | Himnusz |
| Alabama         | Alabama (nem a Kurt Weill-dal)                                                                                |
| Alaszka         | Alaska’s Flag                                                                                                 |
| Arizona         | Arizona |
| Arkansas        | Arkansas Oh, Arkansas                                                                                         |
| Colorado        | Where the Columbines Grow                                                                                     |
| Connecticut     | Yankee Doodle                                                                                                 |
| Delaware        | Our Delaware                                                                                                  |
| Dél-Karolina    | Carolina |
| Dél-Dakota      | Hail, South Dakota!                                                                                           |
| Észak-Karolina  | The Old North State                                                                                           |
| Észak-Dakota    | North Dakota Hymn                                                                                             |
| Florida         | (Way Down Upon The) Swanee River (Old Folks at Home) Florida, My Florida                                      |
| Georgia         | Georgia on My Mind                                                                                            |
| Hawaii          | Hawai'i pono'i                                                                                                |
| Idaho           | Here We Have Idaho                                                                                            |
| Illinois        | Illinois |
| Indiana         | On the Banks of the Wabash                                                                                    |
| Iowa            | The Song of Iowa                                                                                              |
| Kalifornia      | I Love You, California                                                                                        |
| Kansas          | Home on the Range                                                                                             |
| Kentucky        | My Old Kentucky Home                                                                                          |
| Louisiana       | Give Me Louisiana Every Man a King You Are My Sunshine                                                        |
| Maine           | State Song of Maine                                                                                           |
| Maryland        | Maryland, My Maryland (az O Tannenbaum dallamára)                                                             |
| Massachusetts   | Hail, Massachusetts!                                                                                          |
| Michigan        | My Michigan Michigan, My Michigan (nem hivatalos)                                                             |
| Minnesota       | Hail! Minnesota                                                                                               |
| Mississippi     | Go Mis-sis-sip-pi                                                                                             |
| Missouri        | Missouri Waltz                                                                                                |
| Montana         | Montana Montana Melody                                                                                        |
| Nebraska        | Beautiful Nebraska                                                                                            |
| Nevada          | Home Means Nevada                                                                                             |
| New Hampshire   | Old New Hampshire                                                                                             |
| New Jersey      | (nincs himnusza)                                                                                              |
| New York        | I Love New York                                                                                               |
| Nyugat-Virginia | The West Virginia Hills This Is My West Virginia West Virginia, My Home Sweet Home                            |
| Ohio            | Beautiful Ohio                                                                                                |
| Oklahoma        | Oklahoma! |
| Oregon          | Oregon, My Oregon                                                                                             |
| Pennsylvania    | Hail, Pennsylvania!                                                                                           |
| Rhode Island    | Rhode Island, It's for Me                                                                                     |
| Tennessee       | My Homeland, Tennessee When It's Iris Time in Tennessee My Tennessee The Tennessee Waltz Rocky Top, Tennessee |
| Texas           | Texas, Our Texas                                                                                              |
| Utah            | Utah, This Is the Place (korábban Utah, We Love Thee)                                                         |
| Új-Mexikó       | O, Fair New Mexico                                                                                            |
| Vermont         | These Green Mountains (korábban Hail, Vermont!)                                                               |
| Virginia        | (nincs himnusza) (korábban Carry Me Back to Old Virginia)                                                     |
| Washington      | Washington, My Home                                                                                           |
| Wisconsin       | On Wisconsin                                                                                                  |
| Wyoming         | Wyoming |